# Балдан
Балдан (на френски: Balledent) е община в департамент От Виен, регион Нова Аквитания, Франция. Има население от 202 души и обща площ от 12,28 km2. Намира се на 195 – 350 m надморска височина. Пощенският ѝ код е 87290.